# Vivès
Vivès (catalano: Vivers) è un comune francese di 170 abitanti situato nel dipartimento dei Pirenei Orientali nella regione dell'Occitania.

## Società

### Evoluzione demografica
Abitanti censiti